# Pinback
Pinback ist eine Indie-Rock-Band aus San Diego, Kalifornien. Die Band wurde 1998 von Rob Crow; Armistead Burwell Smith IV und Tom Zinser gegründet. Derzeit steht sie bei Temporary Residence Limited unter Vertrag.

## Diskografie

### Alben
- 1999: This Is a Pinback CD
- 2001: Blue Screen Life
- 2004: Summer in Abaddon (U.S. #196)[1]
- 2007: Autumn of the Seraphs (U.S. #69)
- 2012: Information Retrieved

### EPs
- 2000: Live in Donny's Garage
- 2001: This Is a Pinback Tour E.P.
- 2002: Some Voices
- 2002: More or Less Live in a Few Different Places
- 2003: Arrive Having Eaten
- 2003: Offcell
- 2004: Too Many Shadows
- 2008: ascii E.P.
- 2011: Information Retrieved, Pt. A
- 2011: Information Retrieved Pt. B
- 2019: ROJI (Roshomon Effect)

### Kompilationen
- 2006: Nautical Antiques
- 2017: Some Offcell Voices